# 文多夫
文多夫是德国梅克伦堡-前波美拉尼亚州的一个市镇。总面积15.68平方公里，总人口978人，其中男性499人，女性479人（2011年12月31日），人口密度62人/平方公里。